# Vladyslav Vaščuk
Vladyslav Viktorovyč Vaščuk (in ucraino Владислав Вікторович Ващук?; Kiev, 2 gennaio 1975) è un ex calciatore ucraino.

## Caratteristiche tecniche
Era un difensore centrale di piede destro.

## Carriera

### Club
Cresciuto nelle giovanili della Dinamo Kiev ha debuttato in prima squadra nel 1993, dove ha militato fino alla stagione 2002-2003, disputando 200 incontri e mettendo a segno 8 gol. Con la squadra di Kiev ha vinto 9 Campionati d'Ucraina e 5 Coppe d'Ucraina.
Nella stagione 2004 è passato allo Spartak Mosca con cui ha disputato 25 incontri. Rientrato in Ucraina nella stagione 2004-2005 ha militato con il Čornomorec' Odessa, mettendo a segno un gol in 24 partite.
Nel 2005 è ritornato a militare nella Dinamo Kiev con cui ha vinto un'altra Coppa d'Ucraina e una Supercoppa d'Ucraina.

### Nazionale
Con la maglia della nazionale ucraina ha debuttato nel 1996, con cui ha raggiunto il miglior risultato, i quarti di finale, ai Mondiali di Germania 2006.

## Statistiche

### Presenze e reti nei club
| Stagione                  | Squadra                   | Campionato                | Campionato | Campionato | Coppe nazionali | Coppe nazionali | Coppe nazionali | Coppe continentali | Coppe continentali | Coppe continentali | Totale | Totale |
| Stagione                  | Squadra                   | Comp                      | Pres       | Reti       | Comp            | Pres            | Reti            | Comp               | Pres               | Reti               | Pres   | Reti   |
| ------------------------- | ------------------------- | ------------------------- | ---------- | ---------- | --------------- | --------------- | --------------- | ------------------ | ------------------ | ------------------ | ------ | ------ |
| 1993-1994                 | Dinamo Kiev               | VL                        | 24         | 0          | CU              | 4               | 1               | -                  | -                  | -                  | 28     | 1      |
| 1994-1995                 | Dinamo Kiev               | VL                        | 31         | 3          | CU              | 6               | 0               | -                  | 7                  | 0                  | 44     | 3      |
| 1995-1996                 | Dinamo Kiev               | VL                        | 10         | 0          | CU              | 0               | 0               | -                  | -                  | -                  | 10     | 0      |
| 1996-1997                 | Dinamo Kiev               | VL                        | 21         | 2          | CU              | 1               | 0               | -                  | 2                  | 0                  | 25     | 2      |
| 1997-1998                 | Dinamo Kiev               | VL                        | 23         | 1          | CU              | 4               | 0               | -                  | 9                  | 1                  | 36     | 2      |
| 1998-1999                 | Dinamo Kiev               | VL                        | 25         | 1          | CU              | 7               | 0               | -                  | 13                 | 1                  | 45     | 2      |
| 1999-2000                 | Dinamo Kiev               | VL                        | 20         | 1          | CU              | 2               | 0               | -                  | 12                 | 1                  | 34     | 1      |
| 2000-2001                 | Dinamo Kiev               | VL                        | 21         | 0          | CU              | 0               | 0               | -                  | 8                  | 0                  | 29     | 0      |
| 2001-2002                 | Dinamo Kiev               | VL                        | 20         | 0          | CU              | 5               | 0               | -                  | 8                  | 0                  | 33     | 0      |
| 2002-gen. 2003            | Dinamo Kiev               | VL                        | 5          | 0          | CU              | 0               | 0               | -                  | -                  | -                  | 5      | 0      |
| 2003                      | Spartak Moskva            | PL                        | 25         | 1          | CR              | 2               | 0               |                    | 2                  | 0                  | 29     | 1      |
| 2004-2005                 | Čornomorec'               | VL                        | 18         | 1          | CU              | 0               | 0               | -                  | -                  | -                  | 18     | 1      |
| lug. 2005                 | Čornomorec'               | VL                        | 6          | 0          | CU              | 0               | 0               | -                  | -                  | -                  | 6      | 0      |
| 2005-2006                 | Dinamo Kiev               | VL                        | 24         | 1          | CU              | 3               | 0               | -                  | -                  | -                  | 27     | 1      |
| 2006-2007                 | Dinamo Kiev               | VL                        | 13         | 0          | CU              | 6               | 1               | -                  | -                  | -                  | 19     | 1      |
| 2007-2008                 | Dinamo Kiev               | VL                        | 17         | 0          | CU              | 3               | 0               | -                  | 3                  | 1                  | 23     | 1      |
| Totale Dinamo Kiev        | Totale Dinamo Kiev        | Totale Dinamo Kiev        | 254        | 9          |                 | 41              | 2               |                    | 62                 | 4                  | 357    | 15     |
| 2008-gen. 2009            | L'viv                     | PL                        | 11         | 1          | CU              | 1               | 0               |                    | -                  | -                  | 12     | 1      |
| gen.-giu. 2009            | Čornomorec'               | PL                        | 8          | 1          | CU              | 0               | 0               | -                  | -                  | -                  | 8      | 1      |
| 2009-2010                 | Čornomorec'               | PL                        | 22         | 2          | CU              | 0               | 0               | -                  | -                  | -                  | 22     | 2      |
| Totale Dinamo Čornomorec' | Totale Dinamo Čornomorec' | Totale Dinamo Čornomorec' | 60         | 3          |                 | 0               | 0               |                    | 0                  | 0                  | 60     | 3      |
| 2010-2011                 | Volyn'                    | PL                        | 24         | 1          | CU              | 2               | 0               |                    | -                  | -                  | 26     | 1      |
| Totale carriera           | Totale carriera           | Totale carriera           | 368        | 16         |                 | 46              | 2               |                    | 64                 | 4                  | 478    | 22     |

### Cronologia presenze e reti in nazionale
| Cronologia completa delle presenze e delle reti in nazionale ― Ucraina | Cronologia completa delle presenze e delle reti in nazionale ― Ucraina | Cronologia completa delle presenze e delle reti in nazionale ― Ucraina | Cronologia completa delle presenze e delle reti in nazionale ― Ucraina | Cronologia completa delle presenze e delle reti in nazionale ― Ucraina | Cronologia completa delle presenze e delle reti in nazionale ― Ucraina | Cronologia completa delle presenze e delle reti in nazionale ― Ucraina | Cronologia completa delle presenze e delle reti in nazionale ― Ucraina |
| Data                                                                   | Città                                                                  | In casa                                                                | Risultato                                                              | Ospiti                                                                 | Competizione                                                           | Reti                                                                   | Note                                                                   |
| ---------------------------------------------------------------------- | ---------------------------------------------------------------------- | ---------------------------------------------------------------------- | ---------------------------------------------------------------------- | ---------------------------------------------------------------------- | ---------------------------------------------------------------------- | ---------------------------------------------------------------------- | ---------------------------------------------------------------------- |
| 9-4-1996                                                               | Chișinău                                                               | Moldavia                                                               | 2 – 2                                                                  | Ucraina                                                                | Amichevole                                                             | -                                                                      | 67’                                                                    |
| 5-10-1996                                                              | Kiev                                                                   | Ucraina                                                                | 2 – 1                                                                  | Portogallo                                                             | Qual. Mondiali 1998                                                    | -                                                                      | 57’                                                                    |
| 23-3-1997                                                              | Kiev                                                                   | Ucraina                                                                | 1 – 0                                                                  | Moldavia                                                               | Amichevole                                                             | -                                                                      | 46’                                                                    |
| 29-3-1997                                                              | Granada                                                                | Albania                                                                | 0 – 1                                                                  | Ucraina                                                                | Qual. Mondiali 1998                                                    | -                                                                      | 88’                                                                    |
| 30-4-1997                                                              | Brema                                                                  | Germania                                                               | 2 – 0                                                                  | Ucraina                                                                | Qual. Mondiali 1998                                                    | -                                                                      | 69’ 85’                                                                |
| 7-5-1997                                                               | Kiev                                                                   | Ucraina                                                                | 1 – 1                                                                  | Armenia                                                                | Qual. Mondiali 1998                                                    | -                                                                      |                                                                        |
| 7-6-1997                                                               | Kiev                                                                   | Ucraina                                                                | 0 – 0                                                                  | Germania                                                               | Qual. Mondiali 1998                                                    | -                                                                      |                                                                        |
| 20-8-1997                                                              | Kiev                                                                   | Ucraina                                                                | 1 – 0                                                                  | Albania                                                                | Qual. Mondiali 1998                                                    | -                                                                      |                                                                        |
| 11-10-1997                                                             | Erevan                                                                 | Armenia                                                                | 0 – 2                                                                  | Ucraina                                                                | Qual. Mondiali 1998                                                    | -                                                                      |                                                                        |
| 29-10-1997                                                             | Zagabria                                                               | Croazia                                                                | 2 – 0                                                                  | Ucraina                                                                | Qual. Mondiali 1998                                                    | -                                                                      |                                                                        |
| 15-7-1998                                                              | Kiev                                                                   | Ucraina                                                                | 1 – 2                                                                  | Polonia                                                                | Amichevole                                                             | -                                                                      | 46’                                                                    |
| 19-8-1998                                                              | Kiev                                                                   | Ucraina                                                                | 4 – 0                                                                  | Georgia                                                                | Amichevole                                                             | -                                                                      |                                                                        |
| 5-9-1998                                                               | Kiev                                                                   | Ucraina                                                                | 3 – 2                                                                  | Russia                                                                 | Qual. Euro 2000                                                        | -                                                                      |                                                                        |
| 10-10-1998                                                             | Andorra la Vella                                                       | Andorra                                                                | 0 – 2                                                                  | Ucraina                                                                | Qual. Euro 2000                                                        | -                                                                      |                                                                        |
| 14-10-1998                                                             | Kiev                                                                   | Ucraina                                                                | 2 – 0                                                                  | Armenia                                                                | Qual. Euro 2000                                                        | -                                                                      |                                                                        |
| 20-3-1999                                                              | Tbilisi                                                                | Georgia                                                                | 0 – 1                                                                  | Ucraina                                                                | Amichevole                                                             | -                                                                      | 46’ 61’                                                                |
| 27-3-1999                                                              | Saint-Denis                                                            | Francia                                                                | 0 – 0                                                                  | Ucraina                                                                | Qual. Euro 2000                                                        | -                                                                      |                                                                        |
| 31-3-1999                                                              | Kiev                                                                   | Ucraina                                                                | 1 – 1                                                                  | Islanda                                                                | Qual. Euro 2000                                                        | 1                                                                      |                                                                        |
| 5-6-1999                                                               | Kiev                                                                   | Ucraina                                                                | 4 – 0                                                                  | Andorra                                                                | Qual. Euro 2000                                                        | -                                                                      |                                                                        |
| 9-6-1999                                                               | Erevan                                                                 | Armenia                                                                | 0 – 0                                                                  | Ucraina                                                                | Qual. Euro 2000                                                        | -                                                                      | 18’                                                                    |
| 18-8-1999                                                              | Kiev                                                                   | Ucraina                                                                | 1 – 1                                                                  | Bulgaria                                                               | Amichevole                                                             | -                                                                      |                                                                        |
| 4-9-1999                                                               | Kiev                                                                   | Ucraina                                                                | 0 – 0                                                                  | Francia                                                                | Qual. Euro 2000                                                        | -                                                                      |                                                                        |
| 8-9-1999                                                               | Reykjavík                                                              | Islanda                                                                | 0 – 1                                                                  | Ucraina                                                                | Qual. Euro 2000                                                        | -                                                                      |                                                                        |
| 9-10-1999                                                              | Mosca                                                                  | Russia                                                                 | 1 – 1                                                                  | Ucraina                                                                | Qual. Euro 2000                                                        | -                                                                      |                                                                        |
| 13-11-1999                                                             | Lubiana                                                                | Slovenia                                                               | 2 – 1                                                                  | Ucraina                                                                | Qual. Euro 2000                                                        | -                                                                      |                                                                        |
| 17-11-1999                                                             | Kiev                                                                   | Ucraina                                                                | 1 – 1                                                                  | Slovenia                                                               | Qual. Euro 2000                                                        | -                                                                      |                                                                        |
| 26-4-2000                                                              | Sofia                                                                  | Bulgaria                                                               | 0 – 1                                                                  | Ucraina                                                                | Amichevole                                                             | -                                                                      |                                                                        |
| 31-5-2000                                                              | Londra                                                                 | Inghilterra                                                            | 2 – 0                                                                  | Ucraina                                                                | Amichevole                                                             | -                                                                      |                                                                        |
| 2-9-2000                                                               | Kiev                                                                   | Ucraina                                                                | 1 – 3                                                                  | Polonia                                                                | Qual. Mondiali 2002                                                    | -                                                                      |                                                                        |
| 7-10-2000                                                              | Erevan                                                                 | Armenia                                                                | 2 – 3                                                                  | Ucraina                                                                | Qual. Mondiali 2002                                                    | -                                                                      |                                                                        |
| 11-10-2000                                                             | Oslo                                                                   | Norvegia                                                               | 0 – 1                                                                  | Ucraina                                                                | Qual. Mondiali 2002                                                    | -                                                                      |                                                                        |
| 14-2-2001                                                              | Tbilisi                                                                | Georgia                                                                | 0 – 0                                                                  | Ucraina                                                                | Amichevole                                                             | -                                                                      |                                                                        |
| 26-2-2001                                                              | Strovolos                                                              | Romania                                                                | 1 – 0 dts                                                              | Ucraina                                                                | Cyprus International Tournament 2001                                   | -                                                                      |                                                                        |
| 28-2-2001                                                              | Strovolos                                                              | Cipro                                                                  | 4 – 3                                                                  | Ucraina                                                                | Cyprus International Tournament 2001                                   | -                                                                      | cap.                                                                   |
| 24-3-2001                                                              | Kiev                                                                   | Ucraina                                                                | 0 – 0                                                                  | Bielorussia                                                            | Qual. Mondiali 2002                                                    | -                                                                      |                                                                        |
| 28-3-2001                                                              | Cardiff                                                                | Galles                                                                 | 1 – 1                                                                  | Ucraina                                                                | Qual. Mondiali 2002                                                    | -                                                                      |                                                                        |
| 2-6-2001                                                               | Kiev                                                                   | Ucraina                                                                | 0 – 0                                                                  | Norvegia                                                               | Qual. Mondiali 2002                                                    | -                                                                      |                                                                        |
| 6-6-2001                                                               | Kiev                                                                   | Ucraina                                                                | 1 – 1                                                                  | Galles                                                                 | Qual. Mondiali 2002                                                    | -                                                                      |                                                                        |
| 15-8-2001                                                              | Riga                                                                   | Lettonia                                                               | 0 – 1                                                                  | Ucraina                                                                | Amichevole                                                             | -                                                                      |                                                                        |
| 1-9-2001                                                               | Minsk                                                                  | Bielorussia                                                            | 0 – 2                                                                  | Ucraina                                                                | Qual. Mondiali 2002                                                    | -                                                                      |                                                                        |
| 5-9-2001                                                               | Leopoli                                                                | Ucraina                                                                | 3 – 0                                                                  | Armenia                                                                | Qual. Mondiali 2002                                                    | -                                                                      |                                                                        |
| 6-10-2001                                                              | Chorzów                                                                | Polonia                                                                | 1 – 1                                                                  | Ucraina                                                                | Qual. Mondiali 2002                                                    | -                                                                      | 79’                                                                    |
| 10-11-2001                                                             | Kiev                                                                   | Ucraina                                                                | 1 – 1                                                                  | Germania                                                               | Qual. Mondiali 2002                                                    | -                                                                      |                                                                        |
| 14-11-2001                                                             | Dortmund                                                               | Germania                                                               | 4 – 1                                                                  | Ucraina                                                                | Qual. Mondiali 2002                                                    | -                                                                      |                                                                        |
| 21-3-2002                                                              | Osaka                                                                  | Giappone                                                               | 1 – 0                                                                  | Ucraina                                                                | Kirin Challenge Cup 2002                                               | -                                                                      |                                                                        |
| 27-3-2002                                                              | Constanța                                                              | Romania                                                                | 4 – 1                                                                  | Ucraina                                                                | Amichevole                                                             | -                                                                      |                                                                        |
| 17-4-2002                                                              | Kiev                                                                   | Ucraina                                                                | 2 – 1                                                                  | Georgia                                                                | Amichevole                                                             | -                                                                      |                                                                        |
| 17-5-2002                                                              | Mosca                                                                  | Ucraina                                                                | 2 – 0                                                                  | Jugoslavia                                                             | Amichevole                                                             | -                                                                      | cap.                                                                   |
| 19-5-2002                                                              | Mosca                                                                  | Ucraina                                                                | 0 – 2                                                                  | Bielorussia                                                            | Amichevole                                                             | -                                                                      | 60’                                                                    |
| 15-8-2005                                                              | Kiev                                                                   | Ucraina                                                                | 0 – 0 dts (3 – 5 dtr)                                                  | Israele                                                                | Lobanovsky International Tournament 2005                               | -                                                                      |                                                                        |
| 17-8-2005                                                              | Kiev                                                                   | Ucraina                                                                | 2 – 1                                                                  | Serbia e Montenegro                                                    | Lobanovsky International Tournament 2005                               | -                                                                      |                                                                        |
| 7-9-2005                                                               | Kiev                                                                   | Ucraina                                                                | 0 – 1                                                                  | Turchia                                                                | Qual. Mondiali 2006                                                    | -                                                                      |                                                                        |
| 12-10-2005                                                             | Kiev                                                                   | Ucraina                                                                | 1 – 0                                                                  | Giappone                                                               | Amichevole                                                             | -                                                                      |                                                                        |
| 28-2-2006                                                              | Baku                                                                   | Azerbaigian                                                            | 0 – 0                                                                  | Ucraina                                                                | Amichevole                                                             | -                                                                      | 46’                                                                    |
| 28-5-2006                                                              | Kiev                                                                   | Ucraina                                                                | 4 – 0                                                                  | Costa Rica                                                             | Amichevole                                                             | -                                                                      |                                                                        |
| 2-6-2006                                                               | Losanna                                                                | Italia                                                                 | 0 – 0                                                                  | Ucraina                                                                | Amichevole                                                             | -                                                                      | 18’                                                                    |
| 5-6-2006                                                               | Gossau                                                                 | Libia                                                                  | 0 – 3                                                                  | Ucraina                                                                | Amichevole                                                             | -                                                                      | 46’                                                                    |
| 8-6-2006                                                               | Lussemburgo                                                            | Lussemburgo                                                            | 0 – 3                                                                  | Ucraina                                                                | Amichevole                                                             | -                                                                      |                                                                        |
| 14-6-2006                                                              | Lipsia                                                                 | Ucraina                                                                | 0 – 4                                                                  | Spagna                                                                 | Mondiali 2006 - 1º turno                                               | -                                                                      | 47’                                                                    |
| 26-6-2006                                                              | Colonia                                                                | Svizzera                                                               | 0 – 0 dts (0 – 3 dtr)                                                  | Ucraina                                                                | Mondiali 2006 - Ottavi di finale                                       | -                                                                      |                                                                        |
| 30-6-2006                                                              | Amburgo                                                                | Italia                                                                 | 3 – 0                                                                  | Ucraina                                                                | Mondiali 2006 - Quarti di finale                                       | -                                                                      | 45+2’                                                                  |
| 17-11-2007                                                             | Kaunas                                                                 | Lituania                                                               | 2 – 0                                                                  | Ucraina                                                                | Qual. Euro 2008                                                        | -                                                                      |                                                                        |
| 21-11-2007                                                             | Kiev                                                                   | Ucraina                                                                | 2 – 2                                                                  | Francia                                                                | Qual. Euro 2008                                                        | -                                                                      |                                                                        |
| Totale                                                                 |                                                                        | Presenze                                                               | 63                                                                     |                                                                        | Reti                                                                   | 1                                                                      |                                                                        |

## Palmarès
- Campionato ucraino: 10

Dinamo Kiev: 1993-1994, 1994-1995, 1995-1996, 1996-1997, 1997-1998, 1998-1999, 1999-2000, 2000-2001, 2002-2003, 2006-2007
- Coppa d'Ucraina: 6

Dinamo Kiev: 1995-1996, 1997-1998, 1998-1999, 1999-2000, 2005-2006, 2006-2007
- Supercoppa d'Ucraina: 1

Dinamo Kiev: 2006